# Suseni (okręg Vaslui)
Suseni – wieś w Rumunii, w okręgu Vaslui, w gminie Băcani. W 2011 roku liczyła 417 mieszkańców.